# Radio Yi Durazno
Radio Yi Durazno es una de las emisoras radiales del interior del Uruguay.

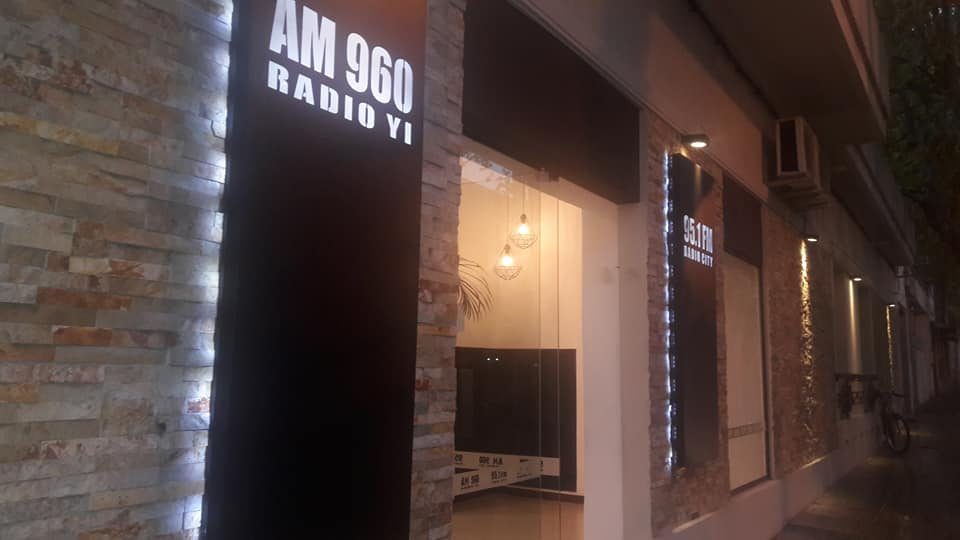
Estudios de Radio Yi ubicada en Rivera 501.

## Historia
Si bien en el mes de marzo se iniciaron las transmisiones de prueba, fue el domingo 14 de noviembre de 1971, que un grupo de periodistas y aficionados, amantes de la radiodifusión con equipos artesanales, comenzaron a emitir oficialmente en la frecuencia de 960 kHz de AM con el nombre de Radio Yi, tomando el nombre del Río Yí.  
Durante años fue referencia en la región, siendo un medio imprescindible en la comunicación de los vecinos con la implementación de los "tele-radios", clásicos mensajes al mediodía que acortaban las distancias con la zona rural, culminando muchas veces con el clásico: "si algún vecino escucha, favor avisar".
El 4 de diciembre de 2013 según resolución N° 774/013 cambia de titularidad y comienza una reestructura, instalando equipos de última generación y conformando una nueva programación dinámica y aggiornada a los nuevos tiempos.
Es el 21 de abril de 2016 que se trasladan los estudios al nuevo y remodelado edificio ubicado en Rivera 501 de la ciudad de Durazno y la nueva planta emisora al km. 171.500 de la  Ruta 14

## Programación
Su programación es principalmente periodística tratando temas políticos, deportivos ,sociales y de interés general, además propone música y entretenimiento.
Entre sus programas principales se destacan "Informados 960", con la conducción de Julio Romero, Melisa Muñoz y Andrés García; "Las Barbas en Remojo", con la conducción de Álvaro Rivas, Andrés y Mayra García; "Culpables", conducido por Federico Alzamendi y con la participación de Facundo Gonzalez; "La Culpa no es del Chancho", programa que trata diferentes temas y es conducido por Analía Martínez, Alejandra Corsini, Victoria Long, Marcela Inciarte y Macarena Fasciolli. Con la participación de Thiago Ruso.
Todos los días de la semana se destacan "El Super boletín Yi" de la hora 12 y "Servicios Informativos de Radio Yí" de la hora 20, informativos conducidos por Braian Andrés Cabrera.
Otras producciones que ocupan la grilla de programación son:"Costumbre vieja"; "Sensaciones 960"; "Color Esperanza";  "Terapia de música"; "Lo que se ama no se olvida"; "Nostalgia tropical"; "La peña de Caiporá"; "Románticos en sintonía" y el programa deportivo  "Ganadores" con la producción de Mauricio Delgado y Thiago Ruso